# عزلة الازهور (صعدة)

تعديل مصدري - تعديل

عزلة الازهور هي إحدى عزل مديرية رازح في محافظة صعدة اليمنية ويبلغ تعداد سكانها 1705 نسمة حسب التعداد السكاني في اليمن لعام 2004.